# Krzysztof Czerwionka
Krzysztof Czerwionka (ur. 23 lutego 1959 w Wejherowie) – polski żeglarz, kapitan jachtowy, przepłynął w 1993 samotnie Atlantyk, oraz na przełomie grudnia i stycznia 1993/1994 Morze Północne i Morze Bałtyckie na jachcie s/y Aurora.

## Życiorys
Urodził się w Wejherowie, gdzie ukończył Szkołę Podstawową Nr 4. Następnie kontynuował naukę w Technikum Budowlanym w Zespole Szkół Budowlanych w Gdańsku-Wrzeszczu. Będąc studentem Uniwersytetu Gdańskiego wynegocjował przystępną cenę za projekt jachtu typ „RUDY” Zbigniewa Milewskiego, który to zaczął budować metodą gospodarczą. Pracował jako pracownik fizyczny na wysokościach posługując się technikami alpinistycznymi w Spółdzielni Usług Wysokościowych w Gdańsku. Swoje pierwsze żeglarskie kroki stawiał w 3WDH, pływając na jachtach typu „Wydra”, „Omega , „DZ”, szalupa „Magda” po „Batorym” na akwenach śródlądowych Szkarpawa, Nogat, Wisła - z Krakowa do Gdańska, Jeziorak. Następnie Zawisza Czarny z kpt. Janem Ludwigiem, s/y Wędrownik z kpt. Ryszardem Sakowiczem, kpt. Zenonem Bekerem, Jan Kuczyński z kpt. Albiniakiem, Dar Pomorza z kpt. Tadeuszem Olechnowiczem”, s/y Freya i s/y Mestwin z kpt. Elżbietą Prinke, s/y Wołodyjowski z kpt. Wojtkiem Kmitą, s/y Zjawa IV, s/y Warta z kpt. Waldemarem Rumińskim, s/y Henryk Rutkowski z kpt. Andrzejem Mendygrałem, s/y Wodnik II z kpt. Grzegorzem Klekotem,kpt. Janem Piaseckim, kpt. Andrzejem Tkaczykiem, s/y Alf z kpt. Jarkiem Marszałem, kpt. Krzysztofem Fronckowiakiem, ponownie Zawisza Czarny z kpt. Janem Sauerem, s/y Gedania z kpt. Zdzisławem Michalskim (wyprawa do Australii), s/y Bieszczady z kpt. Waldemarem Mieczkowskim, Pogoria z kpt. J. Tramerem, kpt. Zd. Pieńkawą, kpt. A. Szlemińskim, kpt. B. Tarnackim, kpt. Z. Biernacikiem, s/y Voodka, s/y Aurora.
W 1982 zwolnił się z pracy z powodu braku zgody na rejs żeglarski. Członek klubów żeglarskich HJK Wodnik i Jachtklub Stoczni Gdańskiej oraz Assocjacji Morskiej Uniwersytetu Gdańskiego. W roku 1983 zdał egzamin na stopień Instruktora Żeglarstwa Polskiego Związku Żeglarskiego. W 1993 roku rozpoczął samotny rejs przez Atlantyk. Jacht, którym płynął był zbudowany przez stocznię jachtową George Lawley&Sons w Bostonie w 1938 roku. Jacht został zaprojektowany przez znane biuro konstrukcji jachtowych Sparkman & Stephens. Krzysztof Czerwionka nabywając jacht Aurora (slup, o długości 35 stóp, weekender) zgodnie z żeglarską i morską tradycją pozostawił pierwotną nazwę, która miała mu przynieść szczęście. Wypłynął z Riverside NJ, odwiedził Filadelfię, Cape May NJ, Norfolk, Gloucester Pt. Va, Bermudy - Saint George. Tutaj niestety silnik benzynowy Grey Marine odmówił posłuszeństwa. Dalej rejs odbywał się przy użyciu żagli. Również od tego momentu zaczęły się problemy z dużymi przeciekami kadłuba. Następny etap to Azory: Flores - Lajes, Faial - Horta, Terceira - Angra do Heroismo, Sao Miguel - Ponta Delgada, Camarinas w Hiszpanii, Cherbourg, Scheveningen, Helgoland, Cuxhaven, Brunsbuttel, Kanał Kiloński, Holtenau, Kilonia.
Rejs zakończył w Gdyni 21 stycznia 1994 roku. Przepłynął 6743Mm. Przypłynął „niezgodnie z przepisami”, mając stopień jachtowego sternika morskiego. Został uznany przez komisję do spraw przepisów szkolenia żeglarskiego za ważki argument do liberalizacji przepisów żeglarskich mających ułatwić dostęp do pływania pod żaglami praktycznie każdemu, kto na to ma ochotę zgodnie z podobnymi relacjami w krajach ościennych z długoletnimi tradycjami żeglarskimi jak Wielka Brytania, Francja, Holandia czy Niemcy.
Po zakończeniu rejsu zdał egzamin kapitański. Komisja na zakończenie stwierdziła: „Chodzi jak prawdziwy marynarz”.

### Nagrody
- II Honorowa Nagroda Rejs Roku 1987 rejs s/y Gedania do Australii.
- III Honorowa Nagroda Rejs Roku 1994 za samotny rejs z Chesapeake Bay do Gdyni i dopłynięcie mimo odmrożenia stóp[6][7].
- Wyróżnienie Rejs Roku 1994 za rejs transatlantycki Pogorią z Gdyni na Wielkie Jeziora Amerykańskie
- W 1994 r. miesięcznik „Żagle” przyznał nagrodę Krzysztofowi za samotny transatlantycki rejs z USA do Polski w wyjątkowo ciężkich warunkach[8].
- 21 stycznia 1995 Komisja Turystyki Żeglarskiej przyznała Krzysztofowi Dużą Złotą Żeglarską Odznakę Turystyczną z 3 diamentami.
- 10 marca 1995 Polskie Towarzystwo Turystyczno-Krajoznawcze odznaczyło Krzysztofa Złotą Honorową Odznakę PTTK.